# Centro di biathlon di Alpensia
Il centro di biathlon di Alpensia (알펜시아 바이애슬론 센터?) è un impianto sportivo outdoor per la pratica del biathlon localizzato presso la stazione sciistica Alpensia, a Daegwallyeong, nella contea di Pyeongchang in Corea del Sud.

## Storia
La struttura venne aperta nel 1998 per ospitare le gare di biathlon dei Giochi asiatici invernali 1999. Nel novembre 2007 l'impianto venne sottoposto a diversi lavori di ristrutturazione per poi ospitare alcune gare della Coppa del Mondo di biathlon 2008 e i Campionati mondiali di biathlon 2009. L'impianto è stato poi nuovamente rinnovato tra il 2015 e il 2017 in vista dei Giochi Olimpici invernali del 2018.